# Peribolosporomycetes
Peribolosporomycetes Witfeld, M.A. Guerreiro, H.D.T. Ngyuen & Begerow – klasa grzybów zaliczana do typu podstawczaków.

## Systematyka
Według aktualizowanej klasyfikacji Index Fungorum bazującej na Dictionary of the Fungi jest to takson monotypowy, do którego należą tylko 2 gatunki:
- podklasa Incertae sedis
  - rząd Peribolosporales Witfeld, M.A. Guerreiro, H.D.T. Ngyuen & Begerow 2023
    - rodzina Peribolosporaceae Witfeld, M.A. Guerreiro, H.D.T. Ngyuen & Begerow 2023
      - rodzaj Peribolospora Witfeld, M.A. Guerreiro, H.D.T. Ngyuen & Begerow 2023[2].
        - gatunek Peribolospora baueri Witfeld, M.A. Guerreiro, H.D.T. Ngyuen & Begerow 2023
        - gatunek Peribolospora kevripleyi Witfeld, M.A. Guerreiro, H.D.T. Ngyuen & Begerow 2023[1].